# Gabona

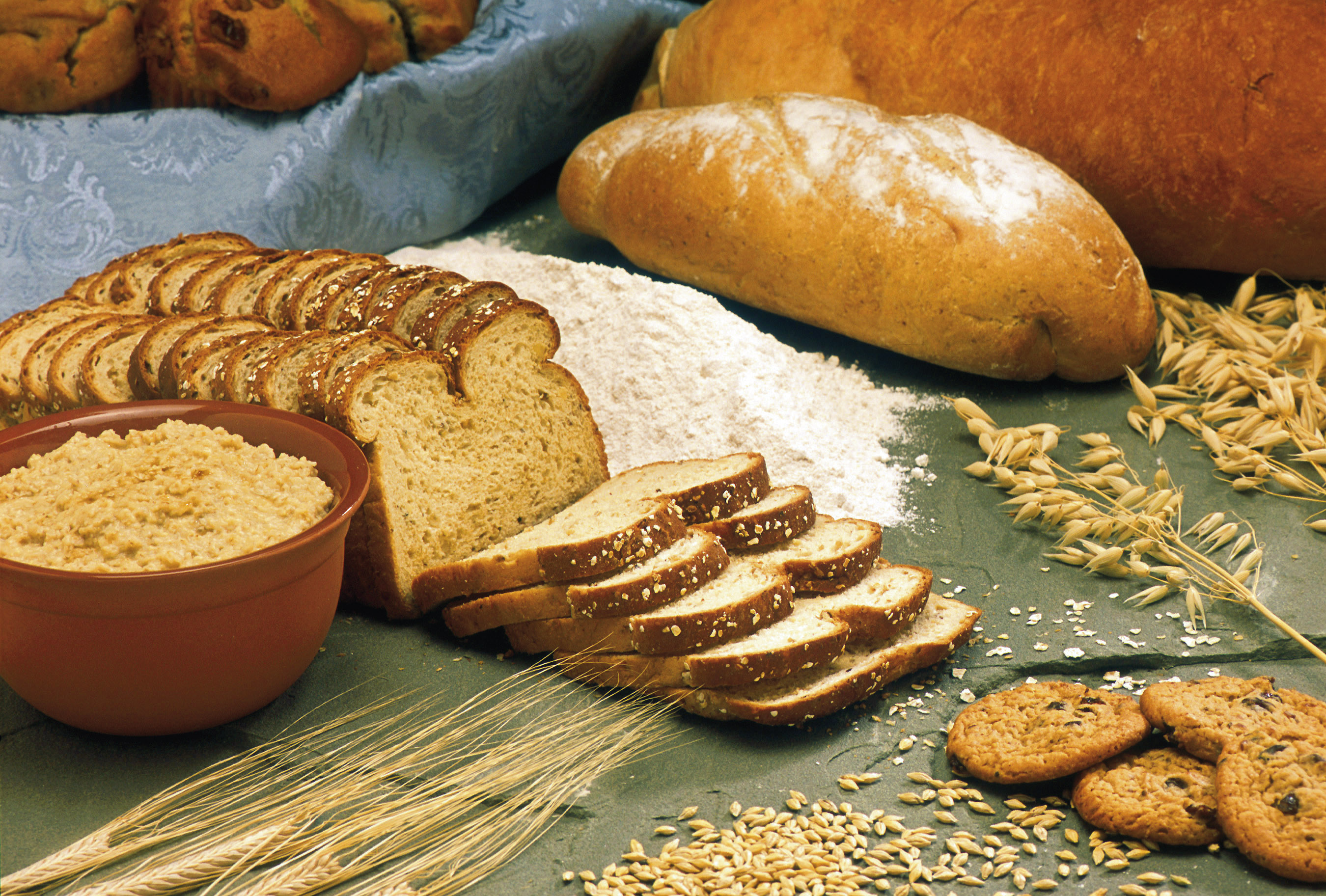
Zab, árpa és néhány gabonából készült élelmiszer

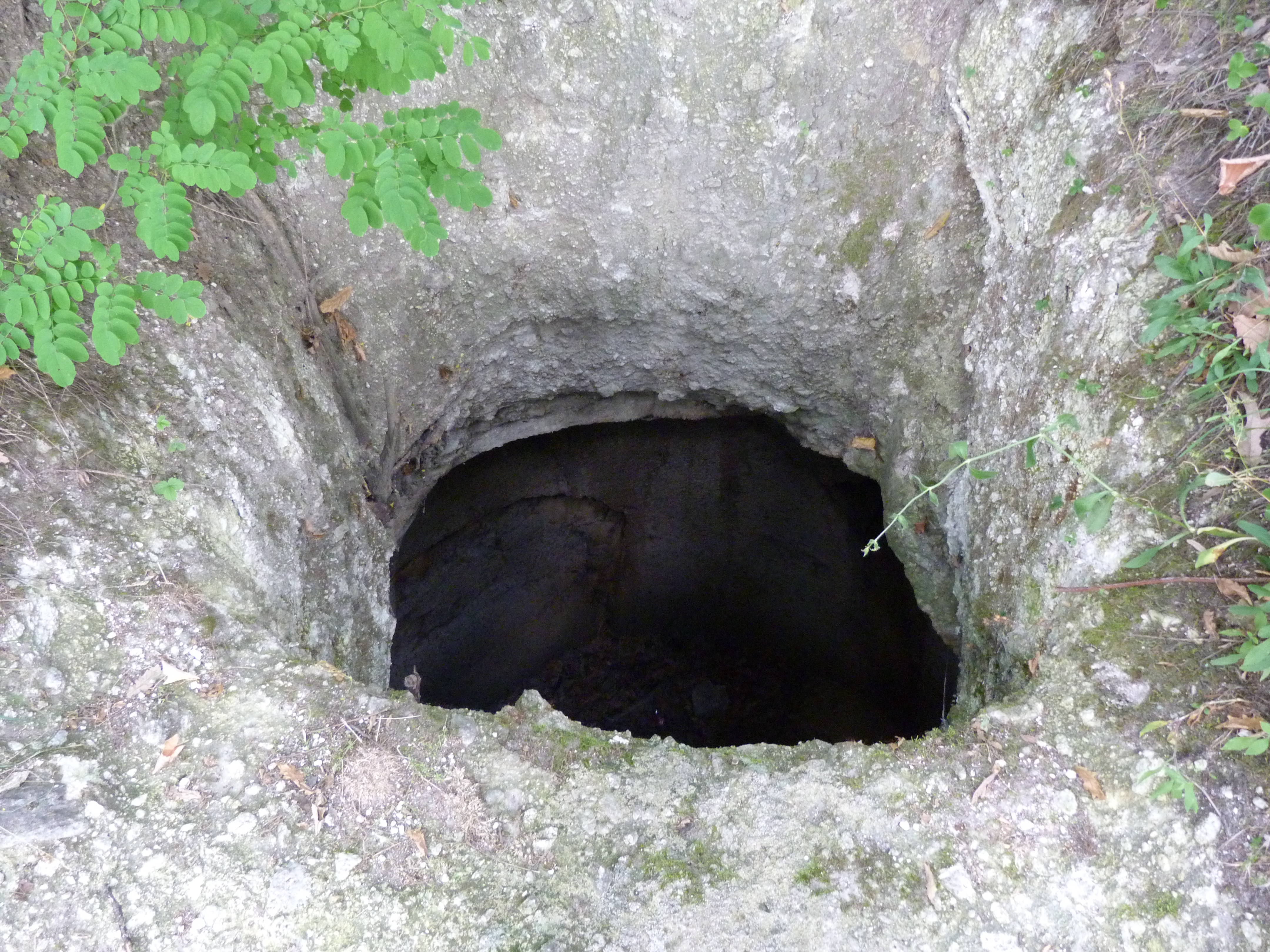
Gabonatároló verem, Cserépváralja

A gabona azoknak a perjeféléknek az összefoglaló elnevezése, amelyeket táplálkozás céljára felhasználható magjaik miatt termesztenek. Ősidők óta az emberiség fő táplálkozási elemei közé tartoznak. A gabonafélék lisztjéből sült, erjesztett tészta a kenyér, az emberiség számára kezdettől fogva alapvető néptáplálék volt. Ezért a gabonaféléket bármely más haszonnövénynél nagyobb mennyiségben termesztik világszerte. A szénhidrátban gazdag gabonafélék alapélelmiszernek számítanak; egyes fejlődő országokban a rizs, a búza vagy a kukorica adja szinte a teljes étrendet. A fejlett országokban fogyasztásuk mérsékeltebb és változatosabb, de itt is alapvető.

## Története
Az első gabonafélék gyűjtögetése a kőkorszakban kezdődött, amikor a vadászok étrendjüket egészítették ki a fűfélék magjaival. 12 ezer évvel ezelőtt a Genezáret-tó vidékén élő kőkorszaki emberek a hús mellett fűmagokat, mandulát, pisztáciát, fügét, vad olajbogyót is  fogyasztottak. Az anatóliai Çatalhöyük neolitikus településén a kutatók előzetes DNS-vizsgálata szerint 8500 éves termesztett gabonamaradványokat találtak. Az ember első szerszámainak egyike a gabonafélék aratásához használt sarló volt. Már az őskorban szükségessé vált az egyre nagyobb gabonatermés érdekében hegyes csontokkal és faágakkal a termőföld fellazítása.
A Kárpát-medencébe a honfoglaló magyarság már kiterjedt földművelési és növénytermesztési ismeretekkel érkezett; ősi magyar búzafajtáink az alakor, a tönke és a tönköly.

## Főbb gabonafélék

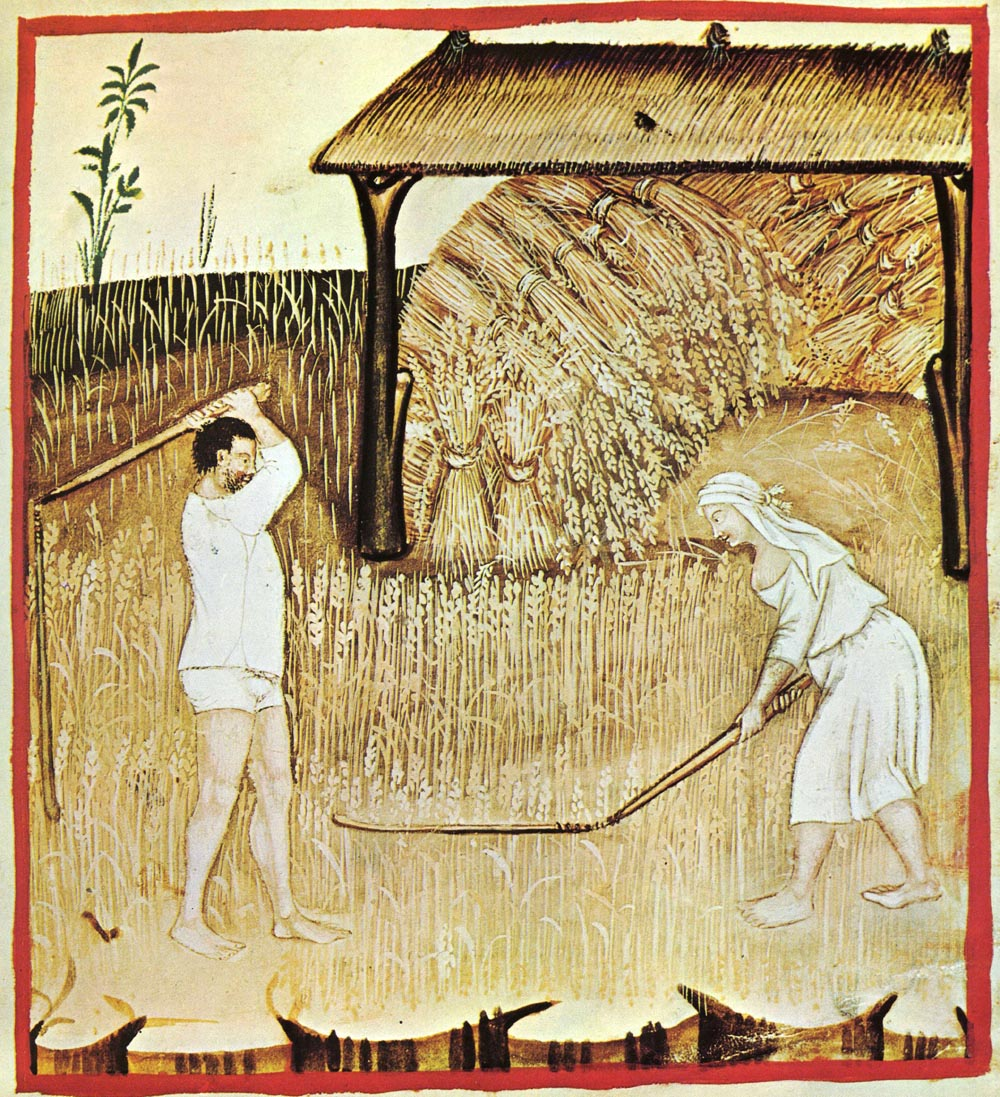
Gabonabetakarítás és cséplés a 14. századi Itáliában

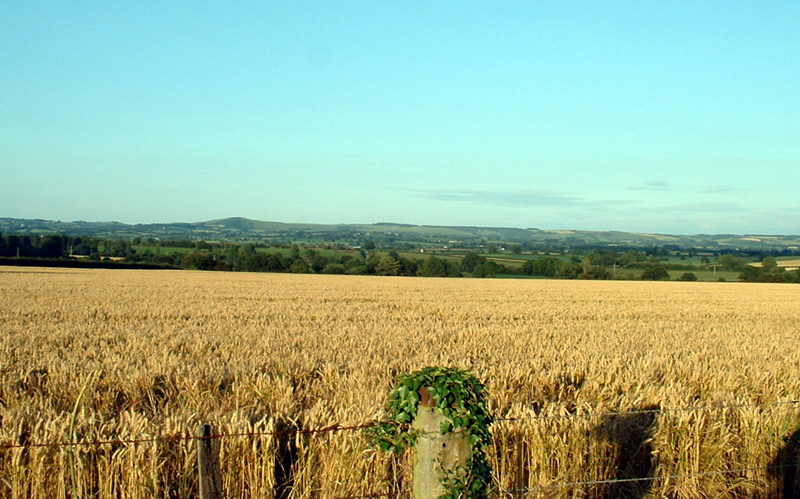
Búzamező (Dorset, Anglia)

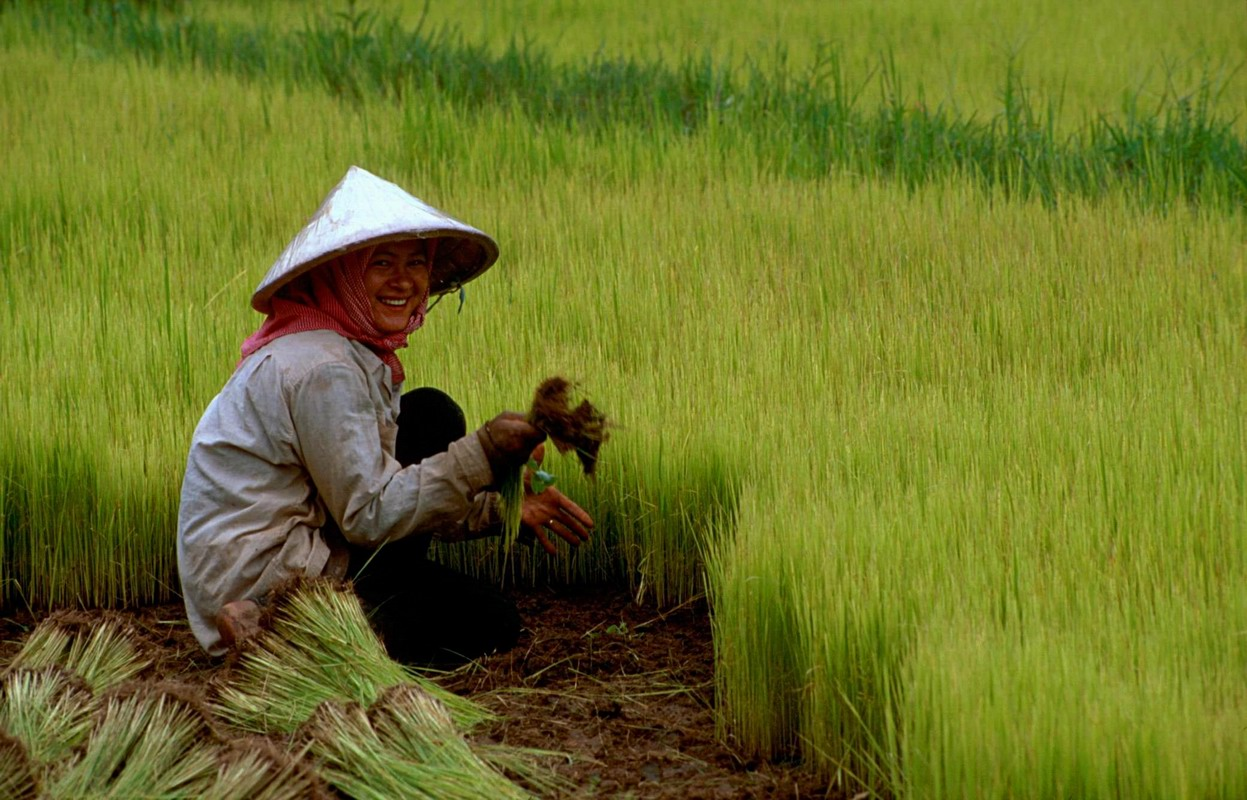
Kambodzsai rizstermesztő

- kukorica: alapélelmiszer Észak- és Dél-Amerikában, valamint Afrikában, illetve világszerte fontos takarmánynövény
- rizs: a trópusi és egyes mérsékelt övi régiók fő gabonaféléje
- búza: a mérsékelt övi régiók fő gabonaféléje
- árpa: malátakészítés és takarmány céljára termesztik olyan földeken, amelyek túlságosan gyenge minőségűek vagy túl hideg éghajlatúak a búza számára
- cirok: fontos alapélelmiszer Ázsiában és Afrikában, valamint világszerte jelentős takarmánynövény
- köles: hasonló, de nem azonos fajok összefoglaló elnevezése, amelyek fontos alapélelmiszernek számítanak Ázsiában és Afrikában
- zab: korábban Skócia fő élelmiszernövénye, illetve világszerte termesztett takarmánynövény
- rozs: hidegebb éghajlatú területeken jelentős
- tritikálé: a búza és a rozs keresztezésével létrehozott takarmánynövény. Neve is a búza (triticum) és a rozs (secale) latin nevének kombinációjából ered.
- teff: Etiópia "csodagabonája" a legapróbb szemű gabonaféle, 150 teff-szem tesz ki egy búzaszemet. Teff amhara nyelven: "elveszett", a magok kis mérete miatt. Szélsőséges földrajzi helyeken is megterem.

## Egyéb, lisztkészítéshez használt növények
Egyes növényeket, melyek magvaiból lisztet készítenek, esetenként gabonaként emlegetnek annak ellenére, hogy nem tartoznak a pázsitfűfélék közé, ilyen például a hajdina.

## Fordítás
- Ez a szócikk részben vagy egészben a Cereal című angol Wikipédia-szócikk ezen változatának fordításán alapul.  Az eredeti cikk szerkesztőit annak laptörténete sorolja fel. Ez a jelzés csupán a megfogalmazás eredetét és a szerzői jogokat jelzi, nem szolgál a cikkben szereplő információk forrásmegjelöléseként.